# Jack Daniel's
Jack Daniel's er et amerikansk whiskydestilleri og whiskymærke fra Tennessee, kendt for sine rektangulære flasker og sorte labels. Jack Daniel's betegnes som en bourbonwhiskey.
Den mest kendte Jack Daniel's aftapning er Old No. 7 (Black label), der er blevet udødeliggjort af mange rockmusikere.[kilde mangler] Men der findes selvfølgelig også andre, om end mindre kendte, aftapninger. Bl.a. Gentleman Jack, Barrelhouse 1, Single Barrel Select, Silver Select, Green Label, Bicentennial og Belle of Lincoln.
35°17′03.8″N 86°22′00.7″V / 35.284389°N 86.366861°V